# Inmigración china en Argentina
Argentina posee una importante comunidad china, probablemente sea la inmigración asiática más numerosa de extranjeros que se ha diseminado por todo el territorio nacional. Según el Instituto Nacional de Estadística y Censos (INDEC), en 2005 vivían en el país 26 482 ciudadanos chinos. Para el año 2010, la colectividad china alcanzaba los 120 000 habitantes, para 2016 el embajador chino en Argentina habló de 180 000 inmigrantes y según estimaciones recientes cifrarían en unos 200 000. posicionándose como la quinta en importancia detrás de la boliviana, paraguaya, peruana y chilena. Los sino-argentinos están dentro de los grupos inmigratorios de más rápido crecimiento en el país.

## Historia de la inmigración china

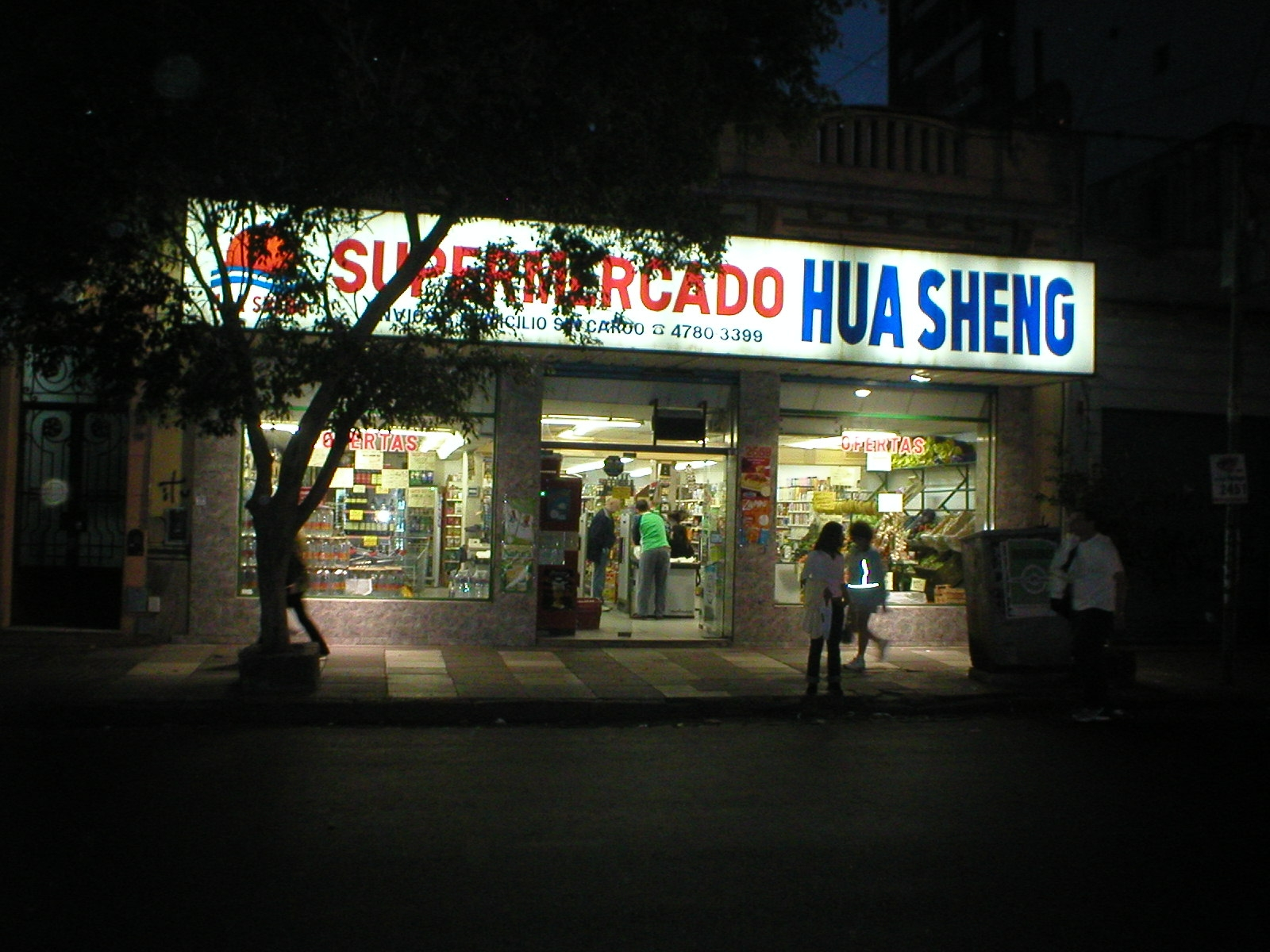
Supermercado chino en Buenos Aires

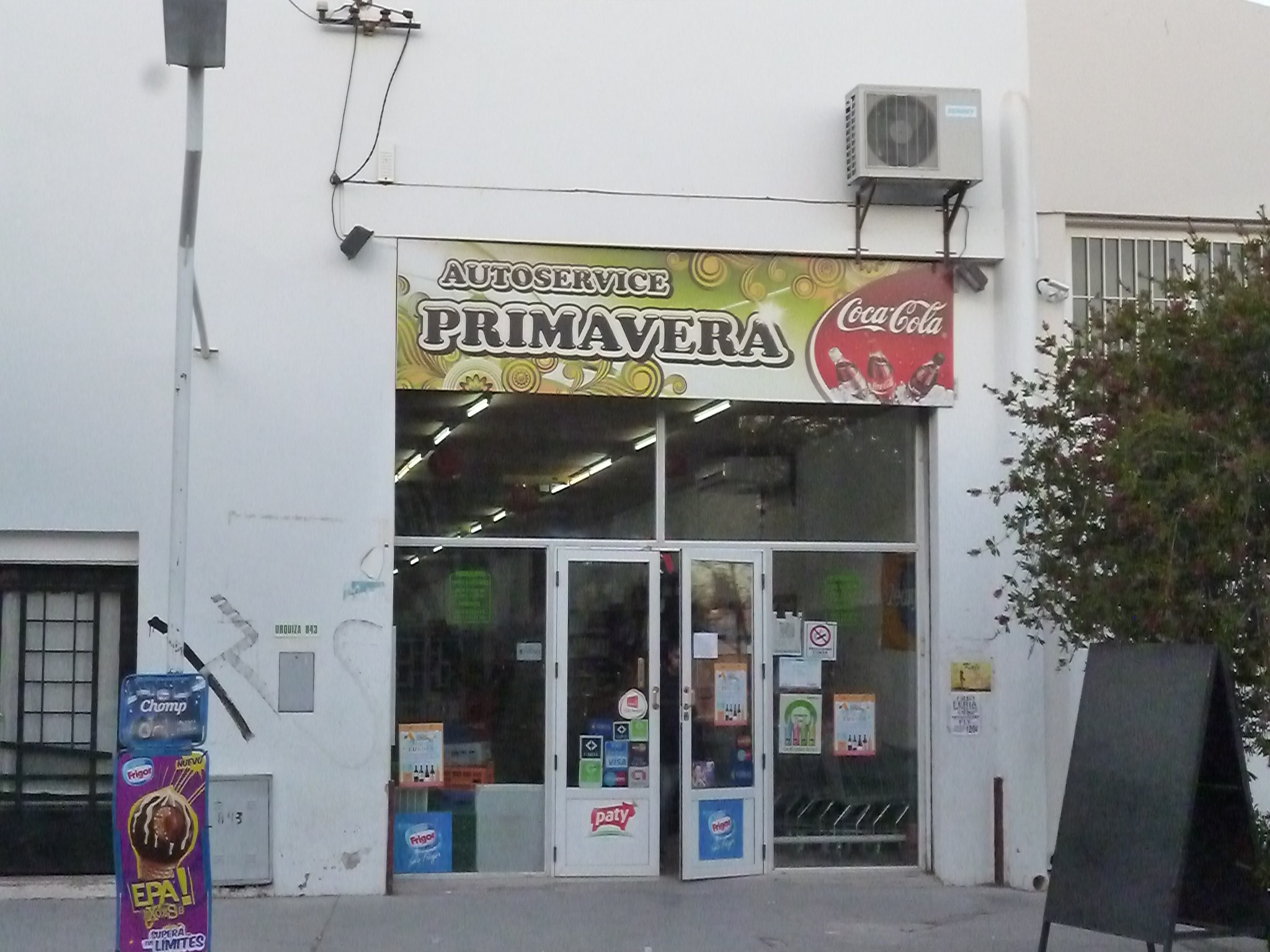
Supermercado chino en Trelew, provincia del Chubut.

Aunque hubo una muy reducida inmigración de población china durante la primera mitad del siglo XX, estableciéndose este primer pequeño colectivo en áreas semirrurales próximas a la ciudad de Buenos Aires constituyendo pequeñas cooperativas de horticultores que proveían a la colectividad argentina de origen japonés con alimentos típicos hasta entonces desconocidos en el país (por ejemplo champiñones), fue recién durante la década de 1990 que la inmigración proveniente desde China superó numéricamente a la de origen japonés y a la de origen coreano, siendo una tercera ola que trajo a muchos empresarios chinos y taiwaneses a la capital argentina. 
Un gran número de los empresarios chinos están en el comercio minorista. Según el periódico Clarín, hay más de 60.000 inmigrantes chinos o personas de origen chino que viven en Argentina, por la zona de procedencia de los inmigrantes (Taiwán y Fujian, principalmente) se considera que un gran porcentaje de ellos procede de la etnia hakka. 
Dentro de la ciudad de Buenos Aires, se han asentado mayormente en los barrios de Once, Almagro, Caballito, Parque Chacabuco, Flores, Villa Crespo y Floresta.

## Barrio chino de Buenos Aires

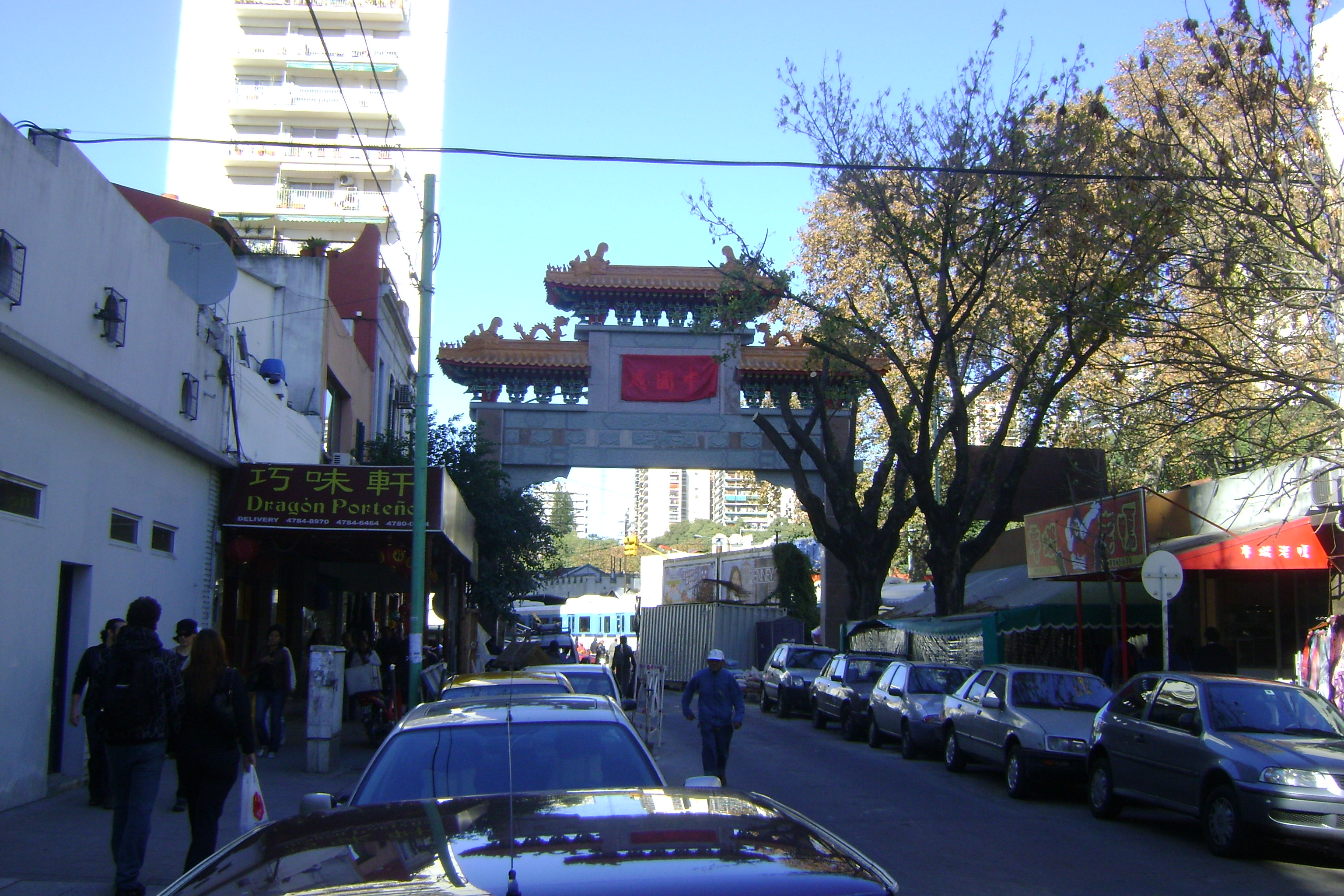
Barrio Chino en Buenos Aires.

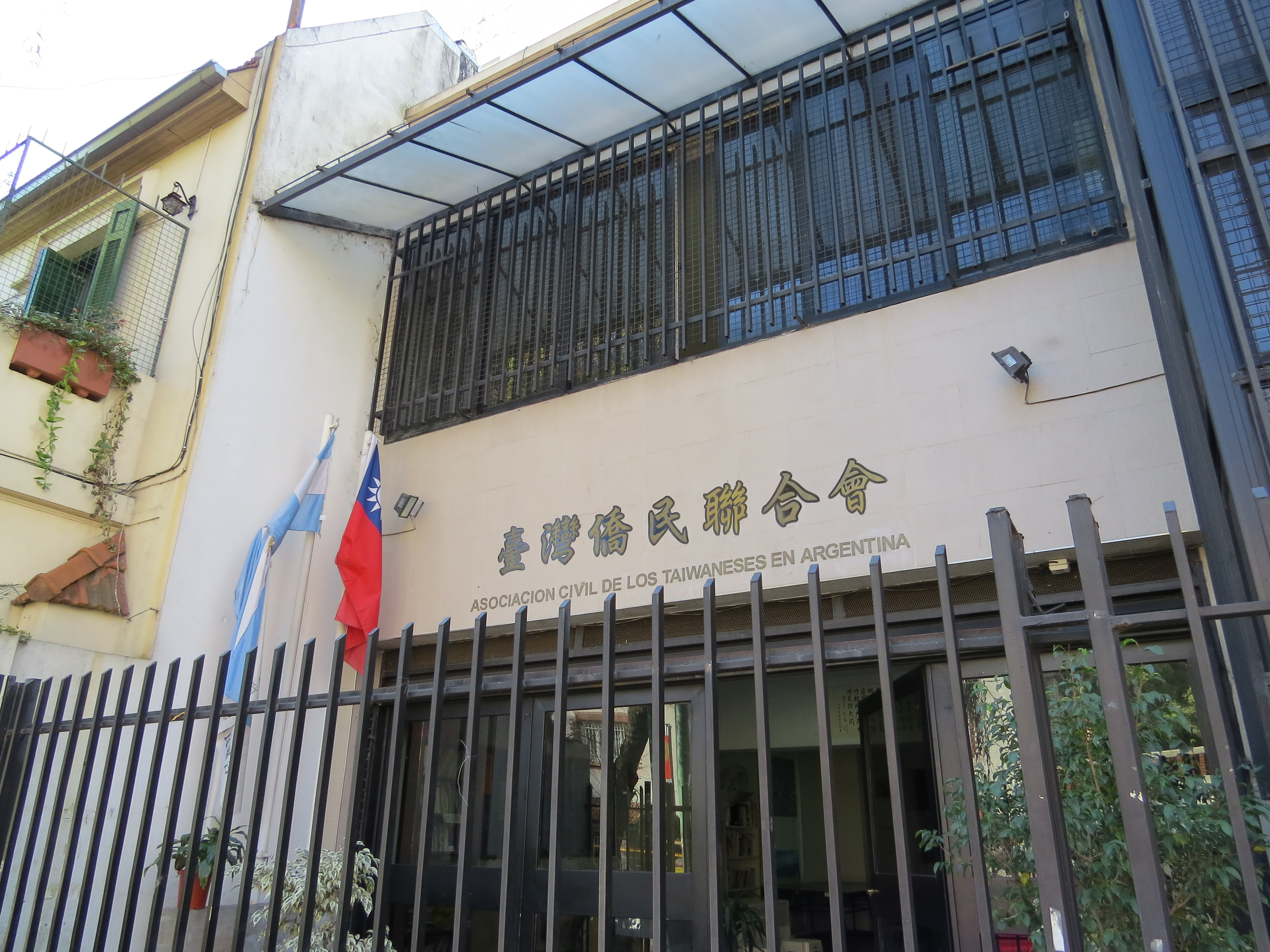
Sede de la Asociación Civil de los Taiwaneses en Argentina.

El barrio chino de Buenos Aires es una sección comercial de dos cuadras de largo que se encuentra en el barrio de Belgrano. Este tiene varios restaurantes chinos, tiendas de comestibles, una iglesia presbiteriana de origen taiwanés y un templo budista. Es el corazón de la comunidad china en Argentina. El barrio comenzó a desarrollarse en los años 80, cuando los inmigrantes recién arribados de Taiwán se asentaron en esta zona. Es conocido por sus celebraciones del Año Nuevo Chino.
El barrio también se ha convertido en hogar de otras comunidades asiáticas, como la japonesa, la coreana, la tailandesa, la filipina o la vietnamita, añadiendo variedad cultural y gastronómica.

## Distribución territorial

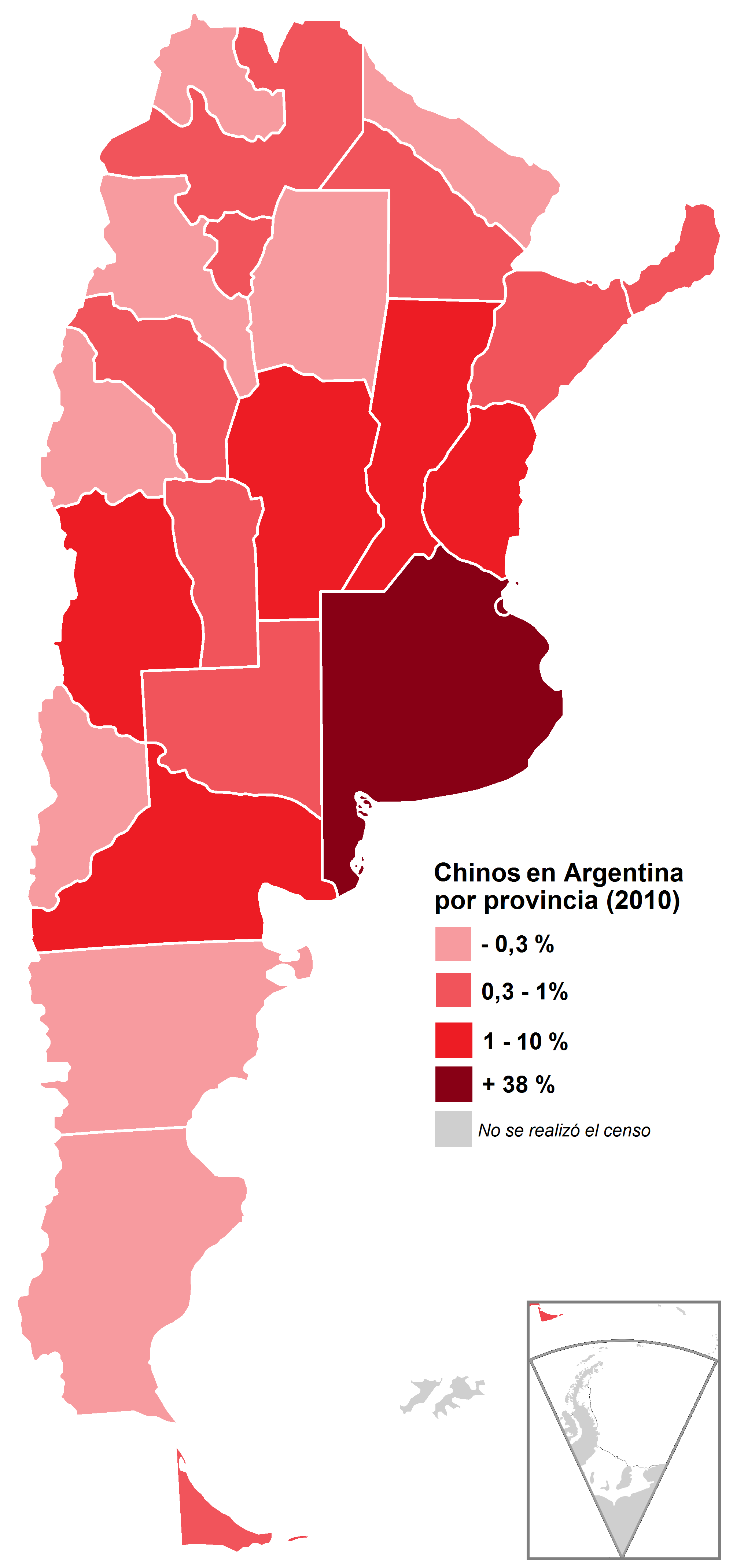
Porcentaje de chinos en Argentina por provincia según el censo 2010.

El censo argentino de 2022 registró 18.629 personas nacidas en la República Popular China. Sin embargo, un estudio del RENAPER informó la presencia de 52.341 chinos en Argentina, en agosto de 2023. La siguiente tabla muestra la distribución en las 24 jurisdicciones de primer orden en las que se subdivide la Argentina, 23 provincias y la Ciudad Autónoma de Buenos Aires:
| Rango | Provincia              | Nacidos en la Rep. Pop. China | Porcentaje |
| ----- | ---------------------- | ----------------------------- | ---------- |
| 1     | Ciudad de Buenos Aires | 22.262                        | 44,00 %    |
| 2     | Buenos Aires Provincia | 21.783                        | 38,76 %    |
| 3     | Santa Fe               | 1.836                         | 5,76 %     |
| 4     | Córdoba                | 1.390                         | 2,34 %     |
| 5     | Entre Ríos             | 720                           | 1,47 %     |
| 6     | Misiones               | 437                           | 1,21 %     |
| 7     | Salta                  | 387                           | 1,05 %     |
| 8     | Neuquén                | 369                           | 0,63 %     |
| 9     | Chaco                  | 356                           | 0,60 %     |
| 10    | Río Negro              | 356                           | 0,60 %     |
| 11    | Corrientes             | 345                           | 0,48 %     |
| 12    | Mendoza                | 326                           | 0,46 %     |
| 13    | San Luis               | 272                           | 0,39 %     |
| 14    | Chubut                 | 264                           | 0,39 %     |
| 15    | Santa Cruz             | 219                           | 0,34 %     |
| 16    | Santiago del Estero    | 202                           | 0,32 %     |
| 17    | Tucumán                | 185                           | 0,29 %     |
| 18    | La Pampa               | 184                           | 0,27 %     |
| 19    | San Juan               | 145                           | 0,23 %     |
| 20    | La Rioja               | 90                            | 0,18 %     |
| 21    | Catamarca              | 70                            | 0,11 %     |
| 22    | Tierra del Fuego       | 58                            | 0,10 %     |
| 23    | Formosa                | 49                            | 0,02 %     |
| 24    | Jujuy                  | 36                            | 0,01 %     |
| TOTAL | Argentina              | 52.341                        | 100 %      |

## Sexo y grupos de edad

### Colectividad china
Según el censo argentino de 2010, del total de 8.929 personas nacidas en la República Popular China, 4.897 son hombres y 4.032 mujeres. Del total de hombres, 124 tienen entre 0 y 14 años, 4.635 entre 15 y 64, y 138 son mayores de 65 años de edad. Del total de mujeres, 116 tienen entre 0 y 14 años, 3.817 entre 15 y 64, y 99 son mayores de 65 años de edad.

### Colectividad taiwanesa
Según el mismo censo, del total de 2.875 personas nacidas en Taiwán, 1.435 son hombres y 1.440 mujeres. Del total de hombres, 22 tienen entre 0 y 14 años, 1.280 entre 15 y 64, y 133 son mayores de 65 años de edad. Del total de mujeres, 11 tienen entre 0 y 14 años, 1.308 entre 15 y 64, y 121 son mayores de 65 años de edad.